# Eremodolius asper
Eremodolius asper là một loài tò vò trong họ Ichneumonidae.